# Jérôme Ferrari
Jérôme Ferrari (Parijs, 1968) is een Franse schrijver, vertaler en leraar filosofie.
Ferrari's ouders zijn afkomstig van Corsica. Hij groeide op in Vitry-sur-Seine. Hij studeerde filosofie aan de Sorbonne in Parijs, waarna hij als leraar ging werken op Corsica. Hij gaf les in Porto-Vecchio, Bastia, Corte en aan het Lycée Fesch in Ajaccio.
Begin jaren ’90 is Ferrari korte tijd lid geweest van Mouvement pour l’autodétermination (MPA), een nationalistische beweging die streefde naar onafhankelijkheid voor Corsica.
Ferrari woont sinds 2012 in Abu Dhabi waar hij filosofie doceert aan het Lycée français Louis Massignon. Daarvoor gaf hij gaf vier jaar les aan het Lycée international Alexandre Dumas in Algiers.
In 2012 won hij de Prix Goncourt voor zijn roman Le sermon sur la chute de Rome. 
In 2013 verscheen hiervan de Nederlandse vertaling onder de titel De preek over de val van Rome. 
Deze roman gaat over twee gesjeesde Parijse filosofiestudenten, Matthieu Antonetti en Libero Pintus die teruggaan naar Corsica om het café over te nemen van het dorp waar zij zijn opgegroeid. Het café wordt een succes, mede door de aanwezigheid van vijf aantrekkelijke serveersters en een zanger, maar door rivaliteit en kwaadwillendheid gaat het café alsnog ten onder. 
In de allerlaatste hoofdstukken wordt gesuggereerd dat de ondergang symbool staat voor de meer algemene ondergang van onze beschaving. De titel verwijst naar een citaat van de kerkvader Augustinus.
In 2014 werd de Europese Literatuurprijs 2014 toegekend aan Franse schrijver Jérôme Ferrari en de vertalers Jan Pieter van der Sterre en Reintje Ghoos voor De preek over de val van Rome.

## Boeken
- 2018 À son image, Actes Sud
- 2017 Il se passe quelque chose, Flammarion
- 2015 Le Principe, Actes sud
- 2012 Le Sermon sur la chute de Rome (Prix Goncourt 2012)
- 2010 Où j'ai laissé mon âme
- 2009 Un dieu un animal
- 2008 Balco Atlantico
- 2007 Dans le secret
- 2002 Aleph zéro
- 2001 Variétés de la mort (novelles)

## Nederlandse vertaling
- 2013 De preek over de val van Rome. Vertaald door Jan Pieter van der Sterre en Reintje Goos. De Bezige Bij, Amsterdam.